# Terra fusca

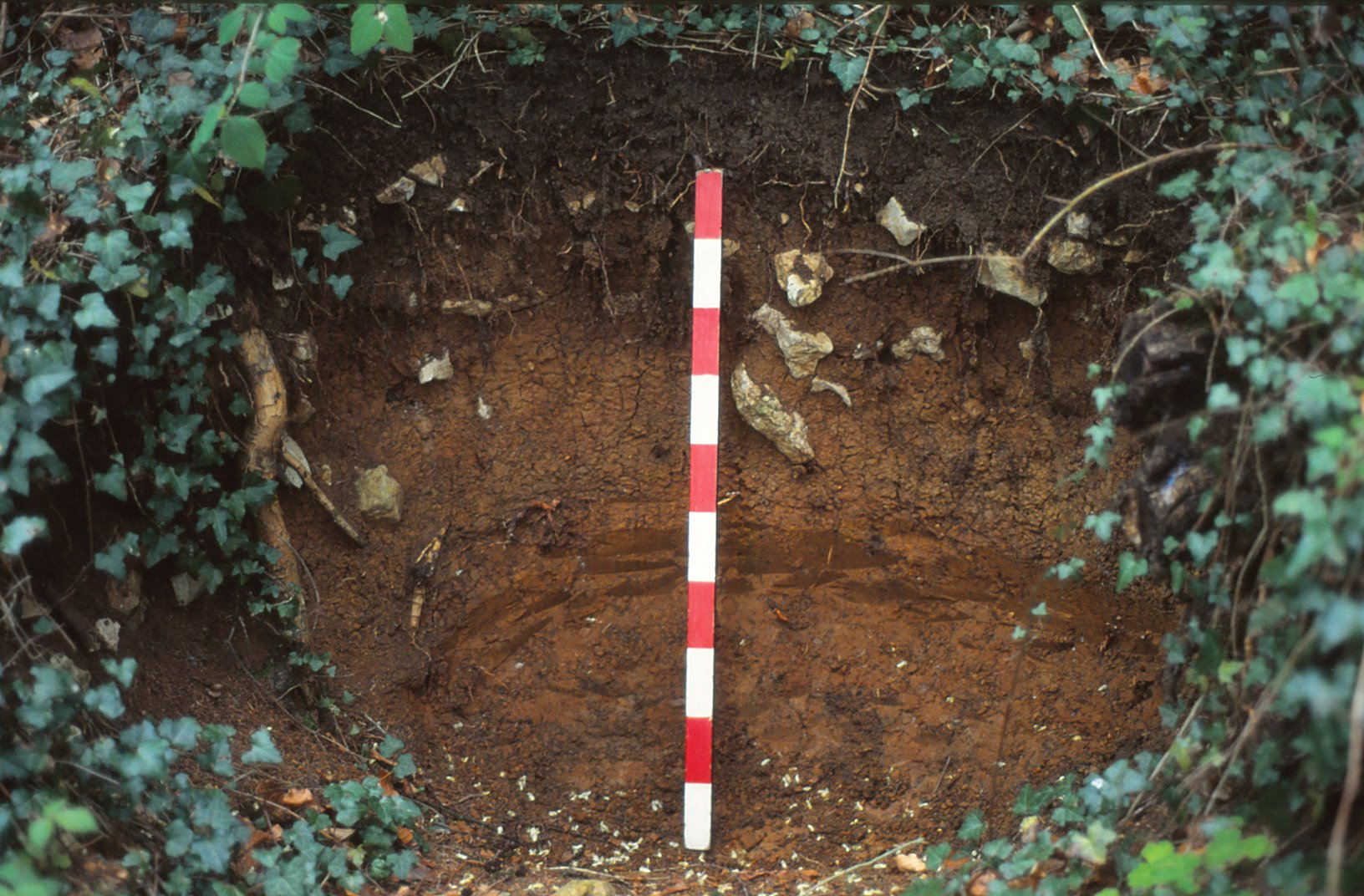
Braunerde-Terra fusca im Dinkelberggebiet (Südschwarzwald)

Die Terra fusca (von lateinisch terra‚ Land, Erde‘ und fuscus ‚braun‘), auch Kalksteinbraunlehm genannt, ist ein Bodentyp, der sich auf einem Untergrund aus Kalkstein oder Gips entwickelt. Sie ist ein plastischer, tonreicher und dichter Boden, der durch die Anreicherung von Lösungsrückständen aus einer durch Kalk- oder Gipslösung entstandenen Rendzina hervorgeht.

## Aufbau und Eigenschaften

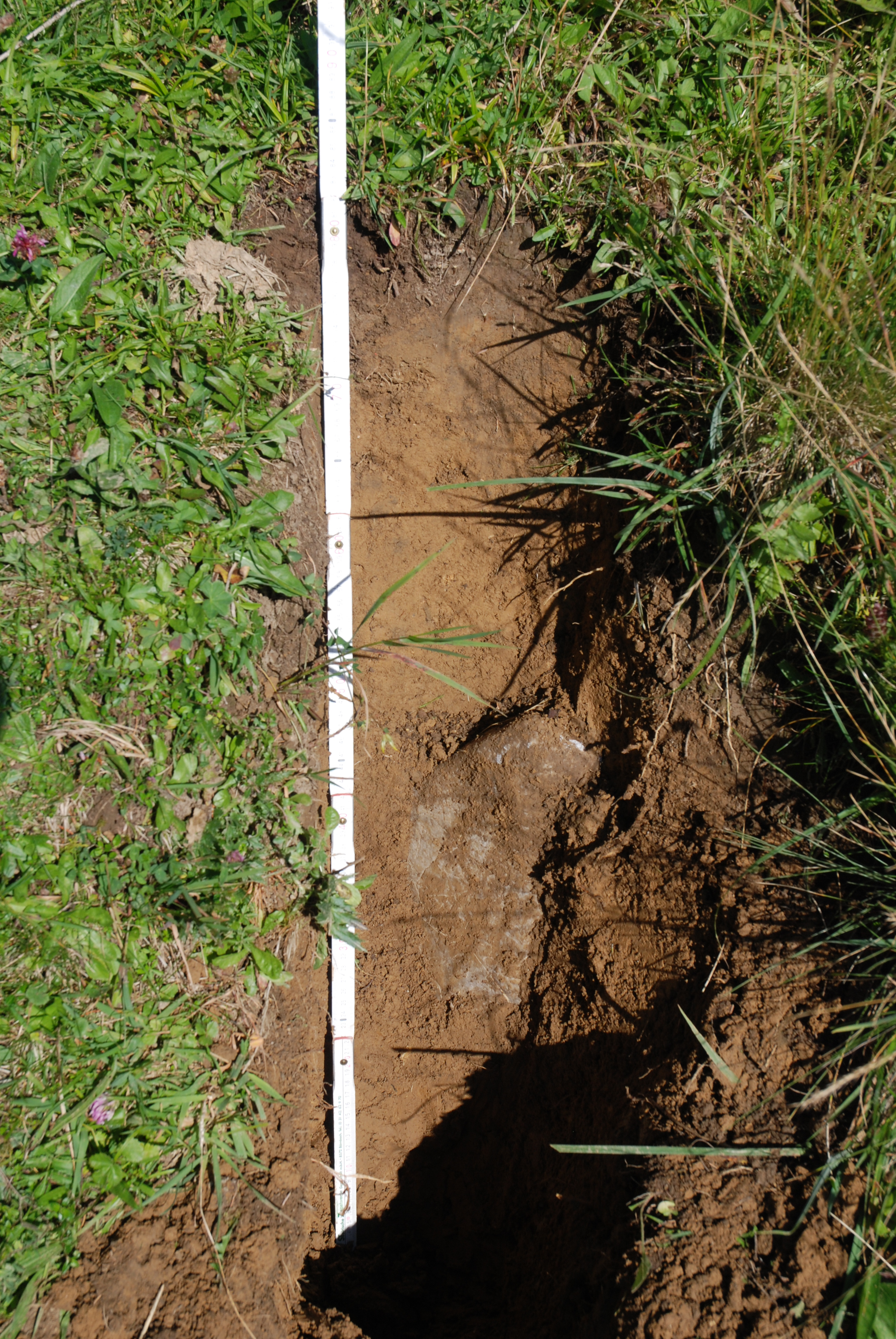
Kalksteinbraunlehm über Opponitz-Kalk im Reichraminger Hintergebirge. Der rund 80 cm mächtige Tv Horizont ist kalkfrei und hat eine pH-Wert von 5,5

Die Terra fusca weist die Bodenhorizonte Ah/Tv/cC auf. Der oberste Horizont ist ein mineralischer Bodenhorizont (A) mit einem deutlichen Humusanteil (h), der jedoch unter 30 Masseprozent liegt. Unter dem A-Horizont ist ein mindestens 10 bis 30 Zentimeter mächtiger mineralischer Unterbodenhorizont aus Lösungsrückstand von Carbonatgesteinen ausgebildet (Tv statt üblichem B-Horizont). Dieser Lösungsrückstand besteht zu mehr als 65 Masseprozent aus Ton (Residualton), meist mit den Tonmineralen Illit und Kaolinit als Hauptbestandteilen. Die leuchtend gelbliche bis rotbraune Farbe des T-Horizontes ist in der Regel das Ergebnis eines reliktischen oder rezenten Verbraunungsprozesses (v). Zudem weist er ein ausgeprägtes Polyedergefüge auf. Er ist sauer, besitzt also einen niedrigen pH-Wert, und geht über eine Übergangszone aus aufgelockertem Festgestein in den C-Horizont aus massivem (m) carbonathaltigem (c) unverwittertem (n) Festgestein über (cmCn).
Die Terra fusca gehört nach der bodenkundlichen Kartieranleitung wie die Terra Rossa zur Klasse C, den Terrae calcis. In der internationalen Bodenklassifikation World Reference Base for Soil Resources (WRB) wird der Bodentyp der Terra fusca nicht eigens ausgeschieden. Hier gehört die Terra fusca zur Referenzbodengruppe der Cambisole.
Die Terra fusca ist aufgrund des hohen Tongehaltes sehr dicht und schwer zu bearbeiten, zumal sie oft im Wechsel mit steinreichen, flachgründigen Böden vorkommt. Ihr Humusgehalt variiert. Besonders bei schlechter Durchlüftung und unter kühlfeuchtem Klima kann es zu einer starken Humusanreicherung kommen. Die Terra fusca besitzt eine hohe Wasserkapazität, deren durch Pflanzen nutzbarer Anteil jedoch durch den hohen Tongehalt im Tv-Horizont des Bodens eingeschränkt ist. Aufgrund dieser Eigenschaften wird sie vorwiegend als Wald- oder Weideland genutzt.

## Entstehung
Die Ursache der Entstehung einer Terra fusca ist die Lösung des unterlagernden Karbonatgesteins. Das lösliche Carbonat in Kalkgesteinen (Kalkstein, Dolomit) und Gipsgesteinen (Gips, Anhydrit) wird durch Lösung abgeführt, zurück bleiben die unlöslichen Anteile, also meist Silikate wie etwa Tonminerale. Die oft leuchtende Färbung kann die ursprüngliche Farbe des Lösungsrückstandes sein, in den meisten Fällen geht sie jedoch auf eine Verbraunung zurück, also eine Freisetzung des in den Carbonaten und Silikaten gebundenen Eisens, das anschließend oxidiert wurde. Die Bildung von Terrae fuscae findet unter den heutigen Klimaverhältnissen in Mitteleuropa nicht mehr statt, so dass derartige Böden als Bodenbildungen aus der Zeit des Tertiärs bis Altpleistozäns angesehen werden.
Die Terra fusca kommt in Mitteleuropa nur auf alten Landoberflächen fern von aktiver Erosion, etwa durch Flüsse, vor. Solche Verhältnisse finden sich zum Beispiel auf den mesozoischen Kalken des süddeutschen und schweizerischen Jura. Verschiedentlich treten dort in den Bodenbildungen so genannte Bohnerze auf. Dies sind kleine kugelförmige Konkretionen aus Eisen, deren Entstehung noch nicht vollständig geklärt ist. Ebenso ungeklärt ist, ob die Bildung dieser Konkretionen nur auf die lange Zeit der Verwitterung zurückzuführen oder ob das tropische Klima des Tertiärs die Hauptbildungsursache ist.